# イルティス級砲艦
| イルティス級砲艦                    | イルティス級砲艦                                                    |
| ----------------------------------- | ------------------------------------------------------------------- |
| 写真は砲艦「ルクス（SMS Luchs）」。 |                                                                     |
| 艦級概観                            |                                                                     |
| 艦種                                | 砲艦                                                                |
| 艦名                                | 猛獣名                                                              |
| 前級                                |                                                                     |
| 次級                                |                                                                     |
| 性能諸元                            |                                                                     |
| 排水量                              | 常備：977トン 満載：1,193トン                                       |
| 全長                                | 66.9m 64.1m（水線長）                                               |
| 全幅                                | 9.7m                                                                |
| 吃水                                | 3.3m                                                                |
| 機関                                | 形式不明石炭専焼缶4基 +直立型三段膨張式レシプロ機関2基2軸推進       |
| 最大出力                            | 1,344hp                                                             |
| 最大速力                            | 13.5ノット                                                          |
| 航続距離                            | 9ノット/3,400海里                                                   |
| 燃料                                | 石炭：240～283トン                                                  |
| 乗員                                | 士官：9名 水兵：121名                                               |
| 兵装                                | 10.5cm（40口径）単装速射砲2基 オチキス 3.7cm（23口径）回転式機砲6基 |

イルティス級砲艦 (Kanonenboot Iltis-Klasse) は、ドイツ帝国海軍が第一次世界大戦前に建造した砲艦の艦級である。

## 概要
本級はドイツ海軍が自国の植民地の沿岸警備のために建造した艦級で、海外領土に駐留していた。

## 艦形
本級の基本構造は吃水の浅い平甲板型船体で、全く甲板の傾斜の無い艦首から主砲として防盾付きの「10.5cm（40口径）速射砲」を単装砲架で1基を配置し、背後に簡素な単脚式のマストが立つ。船体中央部には上部に司令塔を置いた箱型艦橋の背後に2本煙突が立ち、周囲は艦載艇置き場となっており、艦載艇は舷側に2本1組のボート･ダビットが3組付いており、これで運用された。艦尾甲板上には簡素な単脚式のマストが1本立ち、その後部に10.5cm単装速射砲が1基配置されていた。

## 同型艦
- イルティス

シーヒャウ社ダンツィヒ造船所（ F.Schichau, Danzig）で1897年3月に起工、1898年8月4日進水、1899年12月1日竣工、1914年9月28日青島で自沈。
- パンター（ドイツ語版）

ダンツィヒ海軍造船所で起工、1901年4月1日進水、1902年3月15日竣工、1931年除籍。
- ヤグアル（ドイツ語版）

シーヒャウ社ダンツィヒ造船所（ F.Schichau, Danzig）で1897年9月に起工、1898年9月19日進水、1899年4月4日竣工、1914年9月28日青島で自沈。
- ティーガー

ダンツィヒ海軍造船所で起工、1899年8月15日進水、1900年4月3日竣工、1914年10月29日青島で自沈。
- ルクス（ドイツ語版）

ダンツィヒ海軍造船所で起工、1899年10月18日進水、1900年5月15日竣工、1914年9月28日青島で自沈。
- エーベル

フルカン社ステッティン（A.G. Vulcan, Stettin）造船所で1902年起工、1903年6月6日進水、1903年9月15日竣工、1917年10月26日にBahiaにて拿捕。